# Parliament-Funkadelic
A Parliament-Funkadelic amerikai funk zenekar, amelyet a Parliament és a Funkadelic együttesek alapítója, George Clinton alapított, 1968-ban. A csapatnak nincs külön diszkográfiája, ugyanis ez az együttes tulajdonképpen supergroup-nak számított, és a zenei oldalak, illetve fórumok külön sorolják a csapat lemezeit, Parliament illetve Funkadelic neveken. 1997-ben a Parliament-Funkadelicet beiktatták a Rock and Roll Hall of Fame-be.
Tagok: George Clinton, Bootsy Collins, Eddie Hazel, Bernie Worrell, Walter Morrison, Garry Shider, Michael Hampton, Glenn Goins, Jerome Brailey, Ramon Fulwood, Billy Bass Nelson, Ray Davis, Clarence Haskins, Calvin Simon és Shady Grady Thomas.